# HoneyGOLD
HoneyGOLD（ハニーゴールド）は、日本の３人組音楽ユニット。愛称は「ハニゴ」。老若男女問わず楽しめるポピュラーMusicを武器にした男女大人子供音楽ユニットエンターテイナー.OnlyOne✖No. 1＝★☆Universe☆★［オンリーワンのナンバーワンこそ宇宙に行ける！！］を定義とする音楽ユニット.奏でるパワースポットとして噂は立ち、「音楽で遊ぼう!!」を愛言葉に活動しているPop Market Trioである。

## 概要
2018年7月29日に「オンリーワンのナンバーワンこそ宇宙に行ける！！」という標語を掲げて結成する。
結成当時は４人のメンバーだったが、１人が脱退し、現在は３人で活動している。
2019年12月15日、大正区が音楽で大正区を盛り上げたいとの思いから才能ある若手アマチュアミュージシャンを発掘しようと2009年より開催を続けて来たコンテスト形式のイベントである「T-1ライブグランプリ2019」で優勝し、第11代目大正区音楽振興大使に任命された。
大正区音楽振興大使として、成人式や千島公園での演奏会やライブストリーミング（映像）を行う。
コロナ禍によりイベントへの出演ができなかったため、2021年の第12代大正区音楽振興大使に継続して任命される。 

## メンバー
出典
NONO
本名：丸井愛々【Cool Beauty】、生年月日：2005年3月24日（20歳）
大阪スクールオブミュージック主席卒業。
ツンデレな性格。好物はチョコレートだったが、それは昔の話らしい。今は昆布と焼肉の牛タンとハラミ。20歳のBirthdayLIVE〜Story〜の後に開催されたAfterPartyで人生初のお酒『ZIMA』を味わう。初のお酒の感想は『ジンジャーエールの方が好き』
一児の母
COCO
本名：丸井心愛【Funny Cutie】、生年月日：2009年2月22日（16歳）
天真爛漫な性格であり、姉であるNONOに憧れて歌い始める。好きな食べ物は海老マヨ、ブタメン
2025年5月25日なんばHatchで開催された『学生ランウェイ2025Summer』、高校生部門参加人数105名の中から予選を10位で通過し、決勝では2位の準グランプリを獲得。見事、関西コレクション大阪選抜モデルに選出される。関西コレクション2025Autumn&winter学生ランウェイ決定投票にて見事準グランプリに選ばれ、当日の関西コレクションモデルとして華々しくステージを彩った。

Mr.Bitter
本名：小川正浩【Impact Moody】、生年月日：1987年12月13日（37歳）
グループリーダー。セルフブランディングを行い、演奏者兼音楽プロデューサーとして活動している。
好きなものはカレー、ミルクティー（午後の紅茶）、コーラ、餅、アクション映画、映画鑑賞。コーラに関してはステージ前にはゲップ出てしまうのが良くないので飲まないが、その他の食事の際はだいたいコーラを飲む程大好き。ケーキの好みはデコレーションケーキよりチーズケーキが好き。靴のサイズは28.5cm。
2025年5月17日『坂本つとむ JOINTLIVE HoneyGOLD』にて今まで謎に包まれてきた『わらびぃ〜魔法の言葉〜』のわらびぃの名前の由来に付いて、昔年上の方とのLINEのやり取りで、コメントの最後に"（笑）"を入れる際、変換間違いにより"わらびぃ"と自動変換されたまま送信された事が名前の由来と公表した。

## 経歴
2019年
- 2月9日：大阪梅田amHALLにて200人ワンマンLive、同日HoneyGOLD 1st Single【夢のお話し】リリース
- 12月15日：T-1グランプリ優勝 第11代目大正区音楽振興大使任命

2020年
- 3月9日：HoneyGOLD FESTIVAL IN 奈良〜ZEROからの出逢い〜
- 11月29日：2年連続での大正区音楽振興大使に任命

2021年
- 8月8日：1st ALBUM《金のハチミツの在処は此処だ!!》CD発売
- 12月12日：メンバー COCO  Live配信アプリにてMixChannel200万pt越えpopteen掲載イベントで1位

2022年
- 4月1日：メンバーCOCOがpopteen5月号に掲載
- 4月2日：京都さくらよさこいにて笑顔満開よさ恋写楽との共作《我等よさこい踊るんじゃー》発表
- 6月12日：メンバーNONOが奈良県田原本で行われたのど自慢に合格

2023年
- 5月7日：大阪ベイエリア祭第17回Worldあぽろんにてチーム「YosakoiソーランEXPO2025」総踊り曲としてHoneyGOLD《我等よさこい踊るんじゃー》が採用

2025年
- 4月19日：メンバーMr.Bitterがスマホゲーム『BLOCK BLAST』の日本語版主題歌のボーカルを務める(作詞作曲:おかんP)
- 5月25日：メンバーCOCOが『学生ランウェイ2025Summer』のモデルにエントリー、予選を10位で通過、決勝では2位の準グランプリを獲得。見事、関西コレクションの大阪選抜モデルに選出される。

## 出演
| イベント名                                                                                     | 日付           | 公演地                                                                             |
| ---------------------------------------------------------------------------------------------- | -------------- | ---------------------------------------------------------------------------------- |
| 第５回 いずみ音楽祭                                                                            | 2018年11月3日  | イオン和泉府中店（大阪府和泉市肥子町２丁目２−１）                                  |
| 第42回 寝屋川まつり                                                                            | 2019年7月28日  | 打上川治水緑地（大阪府寝屋川市太秦桜が丘２５）                                     |
| 第１回 中央公園盆踊り大会                                                                      | 2019年8月10日  | 平群中央公園（奈良県生駒郡平群町若井３４５番地）                                   |
| EVANS HALLOEWEEN EVENT                                                                         | 2020年10月31日 | EVANS KINGDOM※現EVANS CASTLE HALL（奈良県奈良市三条町469-1）                       |
| 千島公園～もと水景施設オープニングセレモニー～                                                 | 2020年11月5日  | もと水景施設ステージ（大正区千島２丁目）                                           |
| 田尻ヨットハーバー・ライブよってって会                                                         | 2020年11月7日  | 田尻ヨットハーバーテラス（大阪府泉南郡田尻町りんくうポート北1番）                  |
| ポケットマルシェINけいはんな                                                                   | 2020年11月28日 | けいはんな記念公園（京都府相楽郡精華町精華台６丁目１）                             |
| GyuUGyuU & Pocket Marche                                                                       | 2020年12月12日 | 竜王町総合公園 芝生広場（滋賀県蒲生郡竜王町岡屋3282番地）                          |
| グループホーム【ひより】クリスマス会                                                           | 2020年12月28日 | グループホーム【ひより】（和歌山市直川1187）                                       |
| 難波立ち飲み処【小町】3周年記念パーティー                                                      | 2020年12月6日  | 中国料理大成閣（大阪府大阪市中央区東心斎橋１丁目１８−１２）                        |
| 大正区 成人式                                                                                  | 2021年1月13日  | 大正区民ホール（大阪府大阪市大正区千島2-7-95）                                     |
| 第７回 全肉祭                                                                                  | 2021年4月3日   | 和歌山城公園砂の丸広場（和歌山県和歌山市一番丁）                                   |
| INTERLAKEN 音楽祭                                                                              | 2021年5月30日  | INTERLAKEN（和歌山県和歌山市本町1丁目34）                                          |
| グレートカーフェス                                                                             | 2021年7月24日  | 亀岡市役所併設駐車場（京都府亀岡市安町野々神８）                                   |
| 《金のハチミツの在処は何処だ!?》レコ発ワンマンLive                                             | 2021年8月8日   | EVANS CASTLE HALL（奈良県奈良市三条町469-1）                                       |
| K-LOVERS FES presents BUZZ-K 2nd SINGLE RELEASE LIVE                                           | 2021年8月10日  | 心斎橋BIGCAT（大阪府大阪市中央区西心斎橋１丁目６−１４）                            |
| HoneyGOLDワンマンライブお疲れ様会BBQ                                                           | 2021年8月29日  | TACHIHI BEACH（奈良県奈良市二条大路南１丁目３−１）                                 |
| 推しメンラバーアーティスト                                                                     | 2021年10月16日 | プラスウインホール大阪（大阪市中央区宗右衛門町2-3美松ビルB1F）                     |
| AND Entertainment.丸井社長お誕生日パーティ                                                     | 2021年10月30日 | The 33 Sense of Wedding（大阪府大阪市北区梅田2-4-9）                               |
| とっておきの音楽祭 りんくう大阪                                                                | 2021年11月6日  | りんくうプレミアム・アウトレットシーサイド会場（大阪府泉佐野市りんくう往来南3-28） |
| Honeyゴールド×あぉぞら 2MAN LIVE                                                               | 2021年11月8日  | 南堀江ｋnave（大阪市西区南堀江3-11-21）                                            |
| 第1回中央公園秋祭り                                                                            | 2021年11月20日 | 平群中央公園グラウンド（奈良県生駒郡平群町若井３４５番地）                         |
| Orange Girl’ｓ LIVE                                                                            | 2021年11月21日 | Orange Cafe（和歌山市六十谷7-4）                                                   |
| 世界のEnagic presents HoneyGOLDワンマンライブ                                                  | 2021年12月20日 | アロマホール                                                                       |
| グループホーム【ひより】 クリスマスコンサート                                                  | 2021年12月26日 | グループホーム【ひより】（和歌山市直川1187）                                       |
| 大正区 成人式                                                                                  | 2022年1月11日  | 大正区民ホール（大阪府大阪市大正区千島2-7-95）                                     |
| 大正区T-1 LIVE GRAND-PRIX THE FINAL!!                                                          | 2022年3月12日  | 大正区民ホール（大阪府大阪市大正区千島2-7-95）                                     |
| Honeyゴールド×青空 2MAN LIVE＃2                                                                | 2022年3月28日  | 南堀江ｋnave（大阪市西区南堀江3-11-21）                                            |
| ［へぐり時代まつりpresents］へぐり盛り上げ花火と同日開催［Recvation presents］《Special Live》 | 2022年4月29日  | 平群町内及び平群町総合文化センター（奈良県生駒郡平群町吉新３丁目１−３４）          |
| Orange Sunset LIVE2022Vol.1                                                                    | 2022年5月5日   | Orange Cafe（和歌山市六十谷7-4）                                                   |
| Ahamele marche                                                                                 | 2022年5月15日  | かえるの港（和歌山県日高郡印南町印南4485-38）                                      |
| Bred&BeerFes 第20回神戸新開地音楽祭                                                            | 2022年5月8日   | 新開地商店街、湊川公園（神戸市兵庫区新開地3丁目3-11）                              |
| Yagi-JAM in Summer carnival                                                                    | 2022年7月16日  | 京都府南丹市八木町八木東久保２９−１                                                |
| とっておきの音楽祭 りんくう大阪                                                                | 2022年7月23日  | りんくうパピリオ・星の広場（大阪府泉佐野市りんくう往来北）                         |
| 石山土曜夜市                                                                                   | 2022年7月23日  | 伊豆蔵病院前（滋賀県大津市栄町4-1）                                                |
| HoneyGOLD Friend Ship BB                                                                       | 2022年7月24日  | TACHIHI BEACH（奈良県奈良市二条大路南１丁目３−１）                                 |
| 夏の玄人祭                                                                                     | 2022年8月11日  | 肉匠 玄人市場（和歌山市木ノ本118-2）                                               |
| 第4回中央公園盆踊り                                                                            | 2022年8月20日  | 平群中央公園グラウンド（奈良県生駒郡平群町若井３４５番地）                         |
| 貴水郷マルシェ                                                                                 | 2022年9月11日  | 貴水郷（和歌山県伊都郡かつらぎ町志賀1721）                                         |
| 春日野音楽祭                                                                                   | 2022年9月17日  | 奈良公園登大路園地（奈良県奈良市登大路）                                           |
| Honeyゴールド×あぉぞらツーマンライブ『宇宙のはてまで・・・LOVE&PEACE』vol.3                    | 2022年9月23日  | 南堀江ｋnave（大阪市西区南堀江3-11-21）                                            |
| あてパン～世界のパンとお酒の祭典～                                                             | 2022年9月25日  | 万博記念公園 下の広場（大阪府吹田市千里万博公園10-11）                             |
| こおりやま音楽祭 楽                                                                            | 2022年10月9日  | バスパーク（奈良県大和郡山市きた郡山町211-3）                                      |
| Yagi-JAM in Summer carnival                                                                    | 2022年10月10日 | 大堰川メモリアル広場（南丹市八木町西田大堰川河川敷）                               |
| 第2回中央公園秋祭り                                                                            | 2022年10月22日 | 平群中央公園グラウンド（奈良県生駒郡平群町若井３４５番地）                         |
| 天満音楽祭                                                                                     | 2022年10月23日 | 関西経理専門学校2Fマーキュリーホール（大阪市北区天神橋2丁目北1番2号）              |
| 肉の肉匠 BBQ会場オープン記念                                                                   | 2022年10月29日 | 肉匠 玄人市場駐車場敷地内（和歌山市木ノ本118-2）                                   |
| SANNOMIYA STREET FESTA                                                                         | 2022年11月19日 | 三宮プラッツ（兵庫県神戸市中央区三宮待丁目1-3）                                    |
| おもしろ環境まつり                                                                             | 2022年12月3日  | 和歌山市立市民体育館（和歌山市土入381-1）                                          |
| なんたんマルシェ                                                                               | 2022年12月4日  | 吉冨ノ庄（京都府丹市八木町鳥羽鳥栄え本11）                                         |
| 第6回平群マルシェ                                                                              | 2022年12月17日 | 平群中央公園グラウンド（奈良県生駒郡平群町若井３４５番地）                         |
| HoneyGOLDワンマンライブ～幸せの輪舞曲～                                                        | 2022年12月18日 | EVANS CASTLE HALL（奈良県奈良市三条町469-1）                                       |
| グループホーム【ひより】 クリスマスコンサート                                                  | 2022年12月25日 | グループホーム【ひより】（和歌山市直川1187）                                       |
| いこらもーる泉佐野                                                                             | 2023年1月3日   | いこらもーる泉佐野（大阪府泉佐野市瓦屋2丁目77号）                                  |
| 玄人市場マルシェ                                                                               | 2023年2月12日  | 肉匠 玄人市場（和歌山市木ノ本118-2）                                               |
| Orange Doll Festival～LADIES CONSERT～                                                         | 2023年3月5日   | Event Live House Orange hall（大阪府泉佐野市羽倉紗季-10-32）                       |
| -SOUNDS KITCHEN-in福崎町エルデホール                                                           | 2023年3月19日  | エルデホール（兵庫県神崎郡福崎町福田１１６−２）                                    |
| HoneyGOLDとGOGOマルシェ PLANET ～祝成人NONO お誕生日～                                         | 2023年3月25日  | EVANS KINGDOM※現EVANS CASTLE HALL（奈良県奈良市三条町469-1）                       |
| off time mama おはなマルシェ                                                                   | 2023年3月26日  | ミ・ナーラ４階広場（奈良県奈良市二条大路南１丁目３−１）                            |
| Honeyゴールド×あぉぞら×BANRI スリーマン LIVE                                                   | 2023年3月27日  | 南堀江ｋnave（大阪市西区南堀江3-11-21）                                            |
| GF大自然環境保守推進委員会 春の大花見                                                          | 2023年4月1日   | 和歌山市本町公園（和歌山市北桶屋町7）                                              |
| クルール・ママキッズフェスタ姫路inアクリエひめじ                                               | 2023年4月23日  | アクリエひめじ（兵庫県姫路市神屋町143-2）                                          |
| 第12回へぐり時代祭り                                                                           | 2023年4月29日  | 平群町内及び平群町総合文化センター（奈良県生駒郡平群町吉新３丁目１−３４）          |
| 神戸オクトーバーフェスト2023                                                                   | 2023年5月5日   | 神戸ハーバーランド高浜岸壁（神戸市中央区東川崎町１丁目６−１）                      |
| HoneyGOLD Friend Sipe BBQ LIVE                                                                 | 2023年5月6日   | TACHIHI BEACH（奈良市二条大路南１丁目３−１）                                       |
| BANRI生誕祭「夜の部」～私信LIVE～                                                              | 2023年5月7日   | Sope opera Classics-UMEDA-（大阪市北区西天満4-4-18）                               |
| 平群マルシェ 運動会                                                                            | 2023年5月20日  | 平群町総合スポーツセンター（奈良県生駒郡平群町福貴７２）                           |
| とっておきの音楽祭 りんくう大阪                                                                | 2023年5月28日  | りんくうプレミアム・アウトレットシーサイド会場（大阪府泉佐野市りんくう往来南3-28） |
| HUB KITCHEN                                                                                    | 2023年6月24日  | フードホール（大阪市中央区久太郎町3丁目1-27ヒグチビル１階）                        |
| 串フェスin神戸2023                                                                             | 2023年7月17日  | 兵庫県立舞子公園（兵庫県神戸市垂水区東舞子町2051）                                 |
| 艮 夏のイベント納涼盆踊り                                                                      | 2023年7月22日  | 北池の端公園（東大阪市吉田本町3丁目8-7）                                           |
| キューズミュージックコンテスト                                                                 | 2023年7月29日  | みのおキューズモール（大阪府箕面市西宿１丁目１５−３０）                            |
| SOCの浴衣祭2023                                                                                | 2023年8月24日  | Sope opera Classics-UMEDA-（大阪市北区西天満4-4-18）                               |
| 第1回へぐり花火大会                                                                            | 2023年9月9日   | 平群町総合スポーツセンターグラウンド（奈良県生駒郡平群町福貴７２）                 |
| 縁を紡ぐおまつり ハレノヒ縁日                                                                  | 2023年9月30日  | 和歌山城 西の丸広場（和歌山県和歌山市一番丁）                                      |
| HoneyGOLD×第11回平群マルシェ《ハロウィン学園祭》                                               | 2023年10月1日  | 旧平群西小学校（奈良県生駒郡斑鳩町神南２丁目４−２５）                              |
| こおりやま音楽祭 楽                                                                            | 2023年10月8日  | バスパーク（奈良県大和郡山市きた郡山町211-3）                                      |
| HoneyGOLDin湯～とぴあ宝                                                                        | 2023年10月15日 | 湯～とぴあ宝（名古屋市南区前浜通１丁目９）                                         |
| LIVE WONDER! NEW color                                                                         | 2023年10月20日 | 大阪スクールオブミュージック高等専修学校（大阪市西区新町1-18-11）                  |
| SOCのハロウィンナイト                                                                          | 2023年10月27日 | Sope opera Classics-UMEDA-（大阪市北区西天満4-4-18）                               |
| 第１回やまとふれ愛カーニバル                                                                   | 2023年11月3日  | （奈良県桜井市倉橋2116）                                                           |
| 音蔵サーキットフェス2023                                                                       | 2023年11月11日 | Sope opera Classics-UMEDA-（大阪市北区西天満4-4-18）                               |
| OSAKA INTERNATIONAL COLLECTION                                                                 | 2023年11月17日 | 大阪中央公会堂（大阪市北区中之島１丁目１−２７）                                    |
| なにわ高津宮 あきんど祭り                                                                      | 2023年11月23日 | 浪速 高津宮（大阪市中央区高津1丁目1番29号）                                        |
| Gochamazeマルシェ平城宮跡                                                                      | 2023年12月3日  | 平城宮跡（奈良市二条大路南３丁目５−１）                                            |
| SOC-Umeda-のXmas Night                                                                         | 2023年12月25日 | Sope opera Classics-UMEDA-（大阪市北区西天満4-4-18）                               |
| GOLDマルシェ                                                                                   | 2024年1月27日  | EVANS PLAZA（奈良県奈良市三条町469-1）                                             |
| COCO中学卒業記念 Birthday Live                                                                 | 2024年2月11日  | 奈良ネバーランドNeverLand（奈良市法華町122-1）                                     |
| 正川子葉記念館設立記念フェスティバル                                                           | 2024年2月18日  | ＤＡＩＨＡＴＳＵ心斎橋角座（大阪市中央区東心斎橋1丁目19-11号）                     |
| 古都奈良きものウォーク                                                                         | 2024年3月3日   | 和桜（2025年2月5日ロマンビルF）（奈良市油阪地方町6-4）                             |
| ボス片山誕生☆前夜祭 ～いくつになっても甘えん坊2024～                                           | 2024年3月6日   | Sope opera Classics-UMEDA-（大阪市北区西天満4-4-18）                               |
| HoneyGOLDの825食堂                                                                             | 2024年3月9日   | JAYAN CURRY（大阪府東大阪市足代1丁目11-9）                                         |
| いずきたカーニバル                                                                             | 2024年4月28日  | 泉尾北小学校（大阪市大正区泉尾２丁目２１−２４）                                    |
| 第13回へぐり時代祭り                                                                           | 2024年4月29日  | 平群町内及び平群町総合文化センター（奈良県生駒郡平群町吉新３丁目１−３４）          |
| HoneyGOLDワンマンLIVE 平群から世界へ！世界から宇宙へ！！ ～Life gose on～                      | 2024年7月28日  | 平群文化センターくまがしホール（奈良県生駒郡平群町吉新３丁目１−３４）              |